# Ajjappanahalli, Tumkur
Ajjappanahalli là một làng thuộc tehsil Tumkur, huyện Tumkur, bang Karnataka, Ấn Độ.